# St.-Andreas-Kirche (Biere)

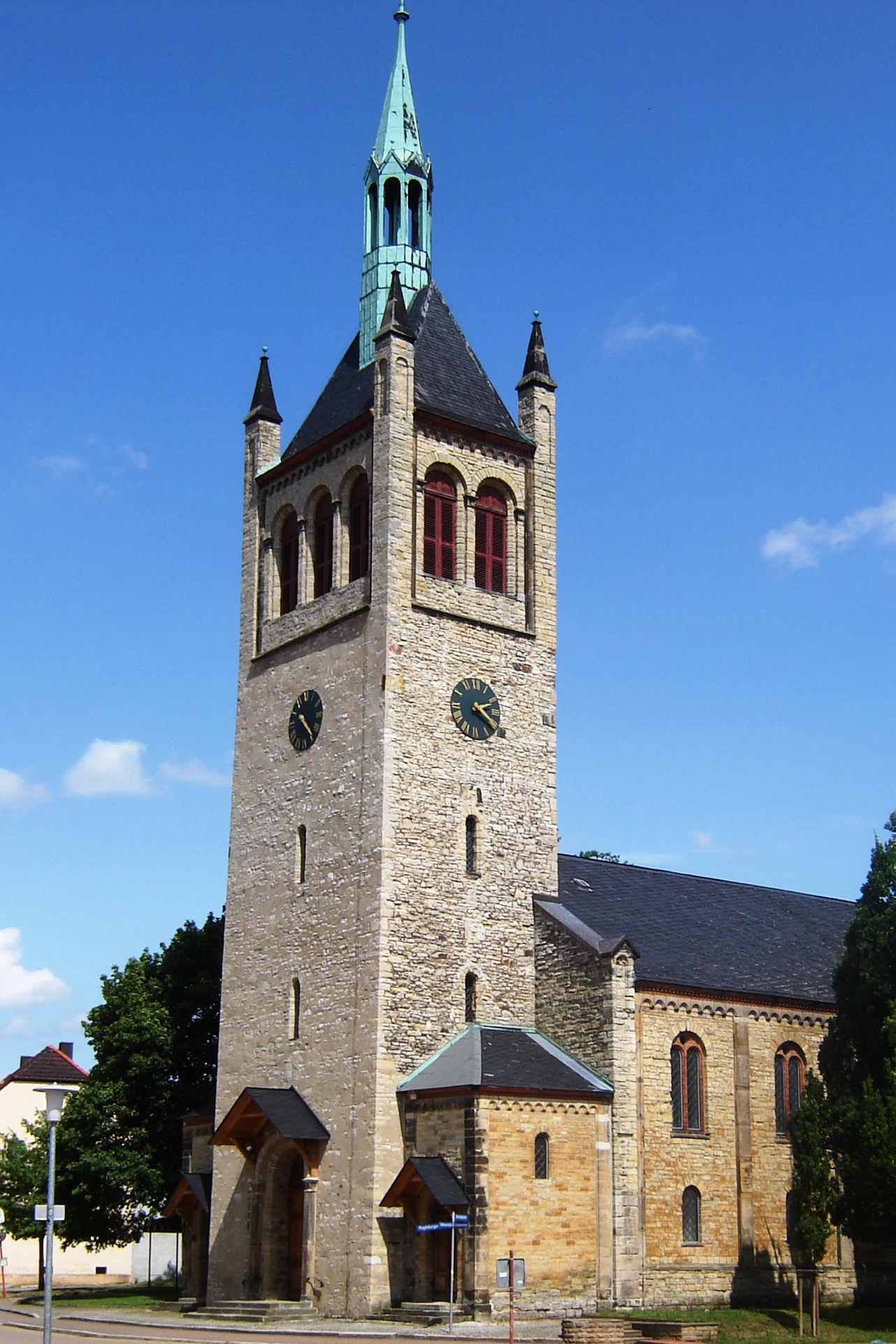
Südwestansicht

Die St.-Andreas-Kirche in Biere ist ein evangelisches Kirchengebäude, dessen äußere Gestalt von 1850 stammt. Biere ist ein Ortsteil der im Salzlandkreis (Sachsen-Anhalt) gelegenen Gemeinde Bördeland.

## Beschreibung

### Baukörper
Nachdem 1835 die Bierer Kirche stark beschädigt worden war, wurde der Maurermeister Weichhardt 1850 mit einem Neubau beauftragt. Während am romanischen Turm nur Veränderungen vorgenommen wurden, wurde das Kirchenschiff neu errichtet. 1852 waren die Bauarbeiten abgeschlossen. 
In seiner heutigen neoromanischen Form besteht das Kirchengebäude aus dem Westturm, dem Kirchenschiff und der Apsis. Der aus Bruchsteinen gemauerte unverputzte Kirchturm mit einem Grundriss von 8,75 × 6,75 m hat ein romanisches Untergeschoss. Er wird mit einem schiefergedeckten Walmdach abgeschlossen, das einen kupferbeschlagenen Dachreiter mit schlanker Pyramidenspitze trägt. Die Kanten des Glockengeschosses sind mit Ecklisenen markiert, die über die Dachtraufe hinausragen und schlanke Zeltdächer tragen. Die Wandfelder zwischen den Lisenen sind leicht zurückgesetzt, in ihnen sind in die Längsseiten drei und in die Schmalseiten zwei rundbogige Schallfenster eingelassen. Für die 1887 gebaute Turmuhr wurden an jeder Seite Zifferblätter angebracht. An der Turmwestseite befindet sich ein rundbogiges Eingangsportal. Der Turm ist beidseitig von Treppenhausanbauten flankiert. 
Kirchenschiff und Apsis sind ebenfalls unverputzt aus gelblichem Bruchsteinmaterial gemauert. Die Nord- und die Südwand des 28,30 m langen und 15,55 m breiten Kirchenschiffs sind mit durch jeweils sechs Fensterpaaren versehen, die untereinander angeordnet sind. Dazwischen werden die Wandflächen von Lisenen unterbrochen. Unter der Traufe verlaufen Rundbogenfriese. Die eingezogene halbrunde Apsis ist ebenfalls mit Lisenen und Fries geschmückt und mit drei kleinen Rundfenstern versehen. 

### Innenraum
Das Kirchenschiff wird von einer Holzdecke mit freitragendem Hängewerk überspannt. Die Seitenflügel der dreiseitigen hölzernen Empore, die 1850 eingebaut wurde, reichen bis zur Chorwand. Sie ist an der Westwand über zwei seitliche Treppen zu erreichen. Auf der Westempore steht die 1853 vom Halberstädter Orgelbaumeister Voigt gebaute Orgel. Ebenfalls aus den 1850er Jahren stammen die hölzerne Kanzel, der aus Stein gehauene Taufstein und ein von der Decke herabhängender feingliedrig geschmiedeter Kronleuchter. Die Apsis ist mit einem aufwändigen Fresko geschmückt, Altar und Kruzifix wurde anlässlich einer umfassenden Innenrenovierung aus Holz neu gestaltet. Im Turm hängt eine 1838 in Benneckenstein gegossene Bronzeglocke. Ein in den 1950er Jahren entferntes Altarbild der Kreuzigung Christi, gemalt von Hedwig Marquardt (1884–1969), wurde 2021 restauriert und 2022 auf der Orgelempore angebracht.
Die Bierer Kirche ist dem Apostel Andreas geweiht.
|  |  |